# CN Marseille

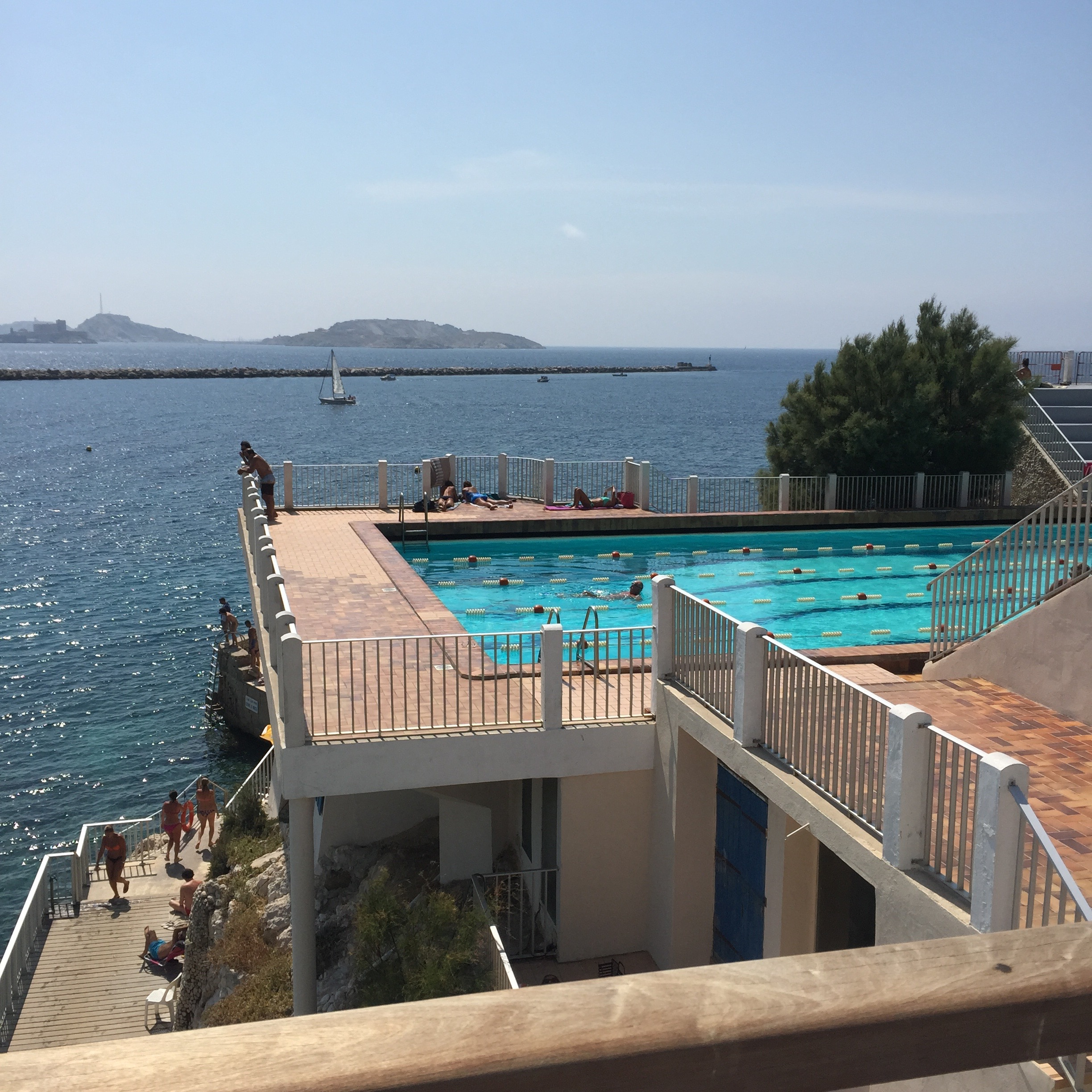
Cercle des Nageurs Marseille

El Cercle des Nageurs Marseille es un club acuático francés con sede en la ciudad de Marsella.

## Historia
El club fue creado en 1901.
Es el segundo equipo de waterpolo más laureado a nivel nacional francés.

## Palmarés
- 38 veces campeón del liga de Francia de waterpolo masculino
- Copa LEN de waterpolo masculino (1): 2018-19